# 구스타부 키르텡
구스타부 키르텡(브라질 포르투갈어: Gustavo Kuerten, 1976년 9월 10일 ~ )은 브라질의 은퇴한 전 세계 랭킹 1위 테니스 선수이다. 그는 프랑스 오픈에서 세 번 우승하였으며, 2000년 마스터스 컵 우승자이기도 하다. 2008년 5월, 12년간의 투어 생활을 마치고 은퇴하였다.
서구권에서 키르텡은 흔히 '구가'(Guga)라는 애칭으로 불리는데, 이는 포르투갈어권 국가에서 '구스타부'라는 이름에 대해 공통적으로 사용하는 애칭이다. 그는 포르투갈어, 스페인어, 영어 그리고 프랑스어를 유창하게 구사한다.

## 메이저 대회 결승 성적

### 그랜드 슬램 결승

#### 단식: 3 (3승 0패)
| 결과 | 연도 | 대회            | 코트   | 결승 상대       | 스코어                |
| 우승 | 1997 | 프랑스 오픈     | 클레이 | 세르지 브루게라 | 6–3, 6–4, 6–2         |
| 우승 | 2000 | 프랑스 오픈 (2) | 클레이 | 망누스 노르만   | 6–2, 6–3, 2–6, 7–6(6) |
| 우승 | 2001 | 프랑스 오픈 (3) | 클레이 | 알렉스 코레차   | 6–7(3), 7–5, 6–2, 6–0 |

### 연말 챔피언십 대회 결승

#### 단식: 1 (1승 0패)
| 결과 | 연도 | 대회   | 코트     | 결승 상대     | 스코어        |
| 우승 | 2000 | 리스본 | 하드 (i) | 앤드리 애거시 | 6–4, 6–4, 6–4 |

### 마스터스 시리즈 결승

#### 단식: 10 (5승 5패)
| 결과   | 연도 | 대회                       | 코트   | 결승 상대            | 스코어                      |
| 준우승 | 1997 | 캐나다 마스터스 (몬트리얼) | 하드   | 크리스 우드러프      | 7–5, 4–6, 6–3               |
| 우승   | 1999 | 몬테카를로 마스터스        | 클레이 | 마르셀로 리오스      | 6–4, 2–1, 기권              |
| 우승   | 1999 | 로마 마스터스              | 클레이 | 패트릭 라프터        | 6–4, 7–5, 7–6(6)            |
| 준우승 | 2000 | 마이애미 마스터스          | 하드   | 피트 샘프러스        | 6–1, 6–7(2), 7–6(5), 7–6(8) |
| 준우승 | 2000 | 로마 마스터스              | 클레이 | 망누스 노르만        | 6–3, 4–6, 6–4, 6–4          |
| 우승   | 2000 | 함부르크 마스터스          | 클레이 | 마라트 사핀          | 6–4, 5–7, 6–4, 5–7, 7–6(3)  |
| 우승   | 2001 | 몬테카를로 마스터스 (2)    | 클레이 | 히샴 아라지          | 6–3, 6–2, 6–4               |
| 준우승 | 2001 | 로마 마스터스 (2)          | 클레이 | 후안 카를로스 페레로 | 3–6, 6–1, 2–6, 6–4, 6–2     |
| 우승   | 2001 | 신시내티 마스터스          | 하드   | 패트릭 라프터        | 6–1, 6–3                    |
| 준우승 | 2003 | 인디언 웰즈 마스터스       | 하드   | 레이턴 휴잇          | 6–1, 6–1                    |

## 통산 결승 성적

### 단식: 29 (20승 9패)
우승 (20)
| 대회 종류                      |
| 그랜드 슬램 (3)                |
| 연말 챔피언십 (1)              |
| ATP 마스터스 시리즈 (5)        |
| ATP 인터내셔널 시리즈 골드 (4) |
| ATP 투어 (7)                   |

| 코트 종류별 타이틀 |
| 하드 (6)           |
| 잔디 (0)           |
| 클레이 (14)        |
| 카펫 (0)           |

| No. | 일시             | 대회                               | 개최지                       | 코트     | 결승 상대         | 스코어                     |
| 1.  | 1997년 6월 8일   | 프랑스 오픈                        | 파리, 프랑스                 | 클레이   | 세르지 브루게라   | 6–3, 6–4, 6–2              |
| 2.  | 1998년 7월 26일  | 메르세데스 컵                      | 슈투트가르트, 독일           | 클레이   | 카롤 쿠체라       | 4–6, 6–2, 6–4              |
| 3.  | 1998년 10월 4일  | Open de Tenis Comunidad Valenciana | 마요르카, 스페인             | 클레이   | 카를로스 모야     | 6–7(5), 6–2, 6–3           |
| 4.  | 1999년 4월 25일  | 몬테카를로 마스터스                | 프랑스                       | 클레이   | 마르셀로 리오스   | 6–4, 2–1, 기권             |
| 5.  | 1999년 5월 16일  | 로마 마스터스                      | 로마, 이탈리아               | 클레이   | 패트릭 라프터     | 6–4, 7–5, 7–6(6)           |
| 6.  | 2000년 3월 5일   | 모비스타 오픈                      | 산티아고, 칠레               | 클레이   | 마리아노 푸에르타 | 7–6(3), 6–3                |
| 7.  | 2000년 5월 21일  | 함부르크 마스터스                  | 함부르크, 독일               | 클레이   | 마라트 사핀       | 6–4, 5–7, 6–4, 5–7, 7–6(3) |
| 8.  | 2000년 6월 11일  | 프랑스 오픈                        | 파리, 프랑스                 | 클레이   | 망누스 노르만     | 6–2, 6–3, 2–6, 7–6(6)      |
| 9.  | 2000년 8월 20일  | RCA 챔피언십                       | 인디애나폴리스, 미국         | 하드     | 마라트 사핀       | 3–6, 7–6(2), 7–6(2)        |
| 10. | 2000년 12월 3일  | 마스터스 컵                        | 리스본, 포르투갈             | 하드 (i) | 앤드리 애거시     | 6–4, 6–4, 6–4              |
| 11. | 2001년 2월 25일  | ATP 부에노스아이레스               | 부에노스아이레스, 아르헨티나 | 클레이   | 호세 아카수소     | 6–1, 6–3                   |
| 12. | 2001년 3월 4일   | 텔셀 멕시코 오픈                   | 아카풀코, 멕시코             | 클레이   | 갈로 블랑코       | 6–4, 6–2                   |
| 13. | 2001년 4월 22일  | 몬테카를로                         | 프랑스                       | 클레이   | 히샴 아라지       | 6–3, 6–2, 6–4              |
| 14. | 2001년 6월 10일  | 프랑스 오픈                        | 파리, 프랑스                 | 클레이   | 알렉스 코레차     | 6–7(3), 7–5, 6–2, 6–0      |
| 15. | 2001년 7월 22일  | 메르세데스 컵                      | 슈투트가르트, 독일           | 클레이   | 기예르모 카냐스   | 6–3, 6–2, 6–4              |
| 16. | 2001년 8월 12일  | 신시내티 마스터스                  | 신시내티, 미국               | 하드     | 패트릭 라프터     | 6–1, 6–3                   |
| 17. | 2002년 9월 15일  | 브라질 오픈                        | 코스타드사우이프, 브라질     | 하드     | 기예르모 코리아   | 6–7(4), 7–5, 7–6(2)        |
| 18. | 2003년 1월 12일  | 하이네켄 오픈                      | 오클랜드, 뉴질랜드           | 하드     | 도미니크 흐르바티 | 6–3, 7–5                   |
| 19. | 2003년 10월 26일 | 상트페테르부르크 오픈              | 상트페테르부르크, 러시아     | 하드 (i) | 사르기스 사르키샨 | 6–4, 6–3                   |
| 20. | 2004년 2월 29일  | 브라질 오픈                        | 코스타드사우이프, 브라질     | 클레이   | 아구스틴 카예리   | 3–6, 6–2, 6–3              |

준우승 (9)
| 대회 종류                      |
| 그랜드 슬램 (0)                |
| 연말 챔피언십 (0)              |
| ATP 마스터스 시리즈 (5)        |
| ATP 인터내셔널 시리즈 골드 (1) |
| ATP 투어 (3)                   |

| 코트 종류별 타이틀 |
| 하드 (4)           |
| 잔디 (0)           |
| 클레이 (4)         |
| 카펫 (1)           |

| No. | 일시             | 대회                 | 개최지               | 코트   | 결승 상대            | 스코어                      |
| 1.  | 1997년 6월 15일  | ATP 볼로냐 아웃도어  | 볼로냐, 이탈리아     | 클레이 | 펠릭스 만티야        | 4–6, 6–2, 6–1               |
| 2.  | 1997년 8월 3일   | 캐나다 마스터스      | 몬트리얼, 캐나다     | 하드   | 크리스 우드러프      | 7–5, 4–6, 6–3               |
| 3.  | 2000년 4월 2일   | 마이애미 마스터스    | 마이애미, 미국       | 하드   | 피트 샘프러스        | 6–1, 6–7(2), 7–6(5), 7–6(8) |
| 4.  | 2000년 5월 14일  | 로마 마스터스        | 로마, 이탈리아       | 클레이 | 망누스 노르만        | 6–3, 4–6, 6–4, 6–4          |
| 5.  | 2001년 5월 13일  | 로마 마스터스        | 로마, 이탈리아       | 클레이 | 후안 카를로스 페레로 | 3–6, 6–1, 2–6, 6–4, 6–2     |
| 6.  | 2001년 8월 19일  | RCA 챔피언십         | 인디애나폴리스, 미국 | 하드   | 패트릭 라프터        | 4–2, 기권                   |
| 7.  | 2002년 10월 13일 | 리옹 테니스 그랑프리 | 리옹, 프랑스         | 카펫   | 폴 앙리 마티유       | 4–6, 6–3, 6–1               |
| 8.  | 2003년 3월 16일  | 인디언 웰즈 마스터스 | 인디언웰스, 미국     | 하드   | 레이턴 휴잇          | 6–1, 6–1                    |
| 9.  | 2004년 2월 15일  | 모비스타 오픈        | Viña del Mar, 칠레   | 클레이 | 페르난도 곤잘레스    | 7–5, 6–4                    |

### 복식: 10 (8승 2패)
우승 (8)
| 대회 종류                      |
| 그랜드 슬램 (0)                |
| 연말 챔피언십 (0)              |
| ATP 마스터스 시리즈 (0)        |
| ATP 인터내셔널 시리즈 골드 (2) |
| ATP 투어 (6)                   |

| 코트 종류별 타이틀 |
| 하드 (1)           |
| 잔디 (0)           |
| 클레이 (7)         |
| 카펫 (0)           |

| No. | 일시             | 대회                                    | 개최지                     | 코트   | 파트너            | 결승 상대                         | 스코어      |
| 1.  | 1996년 11월 10일 | 모비스타 오픈                           | 산티아고, 칠레             | 클레이 | 페르난도 멜리헤니 | 디누 페스카리우 알베르트 포르타스 | 6–4, 6–2    |
| 2.  | 1997년 4월 13일  | 에스토릴 오픈                           | 에스토릴, 포르투갈         | 클레이 | 페르난도 멜리헤니 | 안드레아 가우덴치 필리포 메소리   | 6–2, 6–2    |
| 3.  | 1997년 6월 15일  | ATP 볼로냐 아웃도어                     | 볼로냐, 이탈리아           | 클레이 | 페르난도 멜리헤니 | Dave Randall Jack Waite           | 6–2, 7–5    |
| 4.  | 1997년 7월 20일  | 메르세데스 컵                           | 슈투트가르트, 독일         | 클레이 | 페르난도 멜리헤니 | 도널드 존슨 프란시스코 몬타나     | 6–4, 6–4    |
| 5.  | 1998년 7월 12일  | 알리안츠 스위스 오픈                    | 크슈타트, 스위스           | 클레이 | Fernando Meligeni | 다니엘 오르사닉 치릴 수크         | 6–4, 7–5    |
| 6.  | 1999년 1월 10일  | 넥스트 제네레이션 애들레이드 인터내셔널 | 애들레이드, 오스트레일리아 | 하드   | 니콜라스 라펜티   | 짐 쿠리어 패트릭 갤브레이스       | 6–4, 6–4    |
| 7.  | 2000년 3월 5일   | 모비스타 오픈                           | 산티아고, 칠레             | 클레이 | 안토니오 프리에토 | 랜 베일 피에트 노발               | 6–2, 6–4    |
| 8.  | 2001년 3월 4일   | 텔셀 멕시코 오픈                        | 아카풀코, 멕시코           | 클레이 | 도널드 존슨       | 데이비드 애덤스 마르틴 가르시아   | 6–3, 7–6(5) |

준우승 (2)
| 대회 종류                      |
| 그랜드 슬램 (0)                |
| 연말 챔피언십 (0)              |
| ATP 마스터스 시리즈 (1)        |
| ATP 인터내셔널 시리즈 골드 (0) |
| ATP 투어 (1)                   |

| 코트 종류별 타이틀 |
| 하드 (1)           |
| 잔디 (0)           |
| 클레이 (0)         |
| 카펫 (1)           |

| No. | 일시            | 대회          | 개최지                   | 코트     | 파트너        | 결승 상대                       | 스코어      |
| 1.  | 2002년 9월 15일 | 브라질 오픈   | 코스타드사우이프, 브라질 | 하드     | 안드레 사     | 스콧 험프리스 마크 머클레인     | 6–3, 7–6(1) |
| 2.  | 2002년 11월 3일 | 파리 마스터스 | 파리, 프랑스             | 카펫 (I) | 세드릭 피올린 | 니콜라 에스퀴데 파브리스 산토로 | 6–3, 7–6(6) |

## 성적 연대표
단식
| 대회        | 2008 | 2007 | 2006 | 2005 | 2004 | 2003 | 2002 | 2001 | 2000 | 1999 | 1998 | 1997 | 1996 | SR     | 승-패 |
| ----------- | ---- | ---- | ---- | ---- | ---- | ---- | ---- | ---- | ---- | ---- | ---- | ---- | ---- | ------ | ----- |
| 호주 오픈   | A    | A    | A    | A    | 3R   | 2R   | 1R   | 2R   | 1R   | 2R   | 2R   | 2R   | A    | 0 / 8  | 7–8   |
| 프랑스 오픈 | 1R   | A    | A    | 1R   | QF   | 4R   | 4R   | W    | W    | QF   | 2R   | W    | 1R   | 3 / 11 | 36-8  |
| 윔블던      | A    | A    | A    | A    | A    | 2R   | A    | A    | 3R   | QF   | 1R   | 1R   | A    | 0 / 5  | 7–5   |
| US 오픈     | A    | A    | A    | 2R   | 1R   | 1R   | 4R   | QF   | 1R   | QF   | 2R   | 3R   | A    | 0 / 9  | 15-9  |

복식
| 대회        | 2008 | 2007 | 2006 | 2005 | 2004 | 2003 | 2002 | 2001 | 2000 | 1999 | 1998 | 1997 |
| ----------- | ---- | ---- | ---- | ---- | ---- | ---- | ---- | ---- | ---- | ---- | ---- | ---- |
| 호주 오픈   | -    | -    | -    | -    | -    | -    | -    | 1R   | -    | QF   | 2R   | 1R   |
| 프랑스 오픈 |      | -    | -    | -    | -    | -    | -    | -    | -    | 2R   | QF   | 2R   |
| 윔블던      |      | -    | -    | -    | -    | -    | -    | -    | 1R   | 1R   | -    | -    |
| US 오픈     |      | 1R   | -    | -    | 1R   | 1R   | -    | -    | -    | -    | -    | 1R   |

※ A = 불참

※ W/F/SF/QF = 우승/준우승/4강/8강

## 참고 문헌
- (영어) 《Gustavo Kuerten e Roland Garros: uma História de Amor》. Instituto Takano. 2002. ISBN 85-902671-1-3.
- (영어) 《Tênis no Brasil: de Maria Esther Bueno a Gustavo Kuerten, O》. Codex. 2004. ISBN 85-7594-031-7.